# مسلة الأقصر

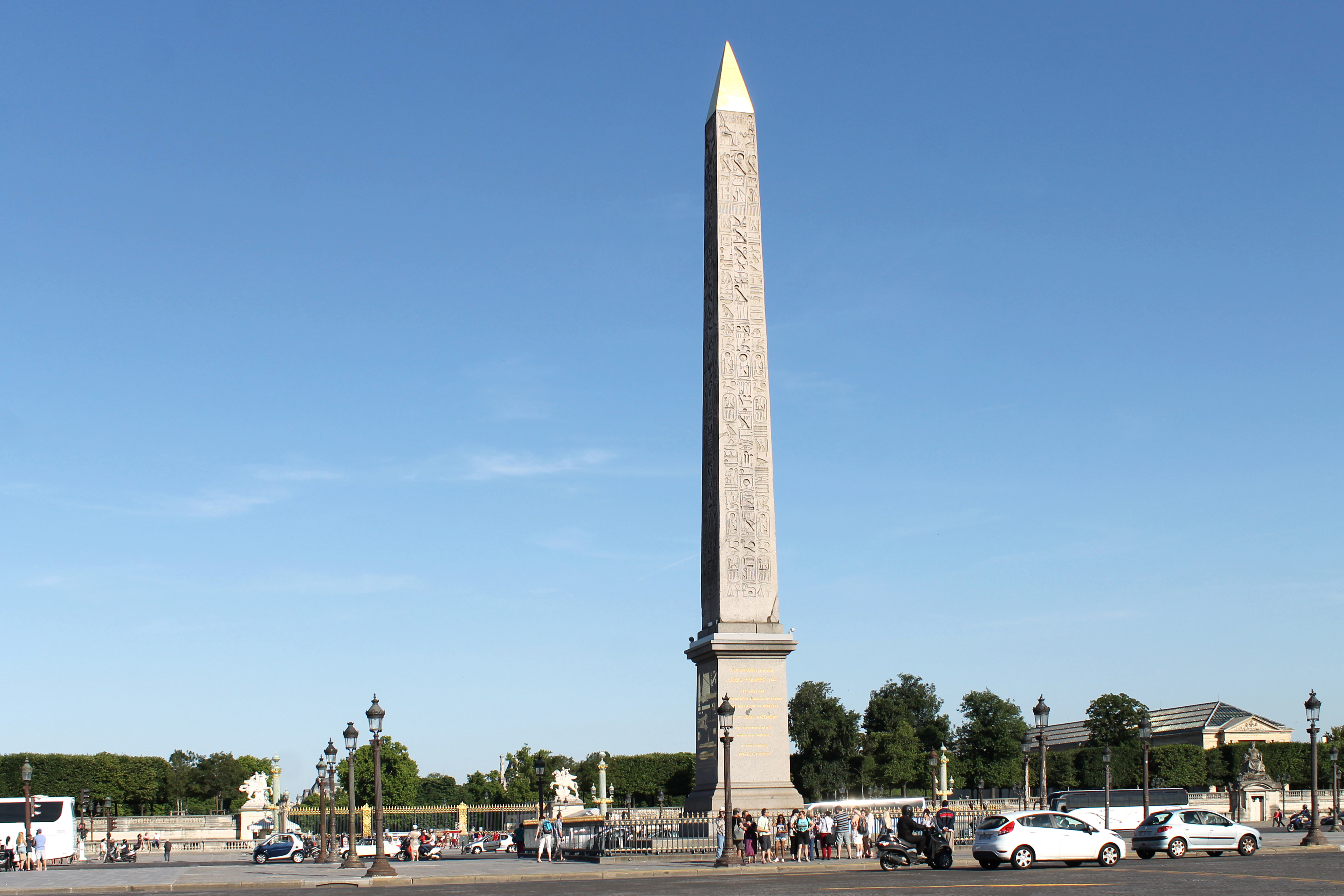
مسلة الأقصر في منتصف ميدان الكونكورد.

مسلة الأقصر هي مسلة مصرية مرتفعة بطول 23 متر (75 قدم) تقف في منتصف ساحة الكونكورد في باريس، فرنسا. كانت تقع أصلا عند مدخل معبد الأقصر، في مصر. صنفت المسلة معلمًا تاريخيًا عام 1936. هذا الموقع كان موقع محطة مترو في كونكورد.

## تاريخها

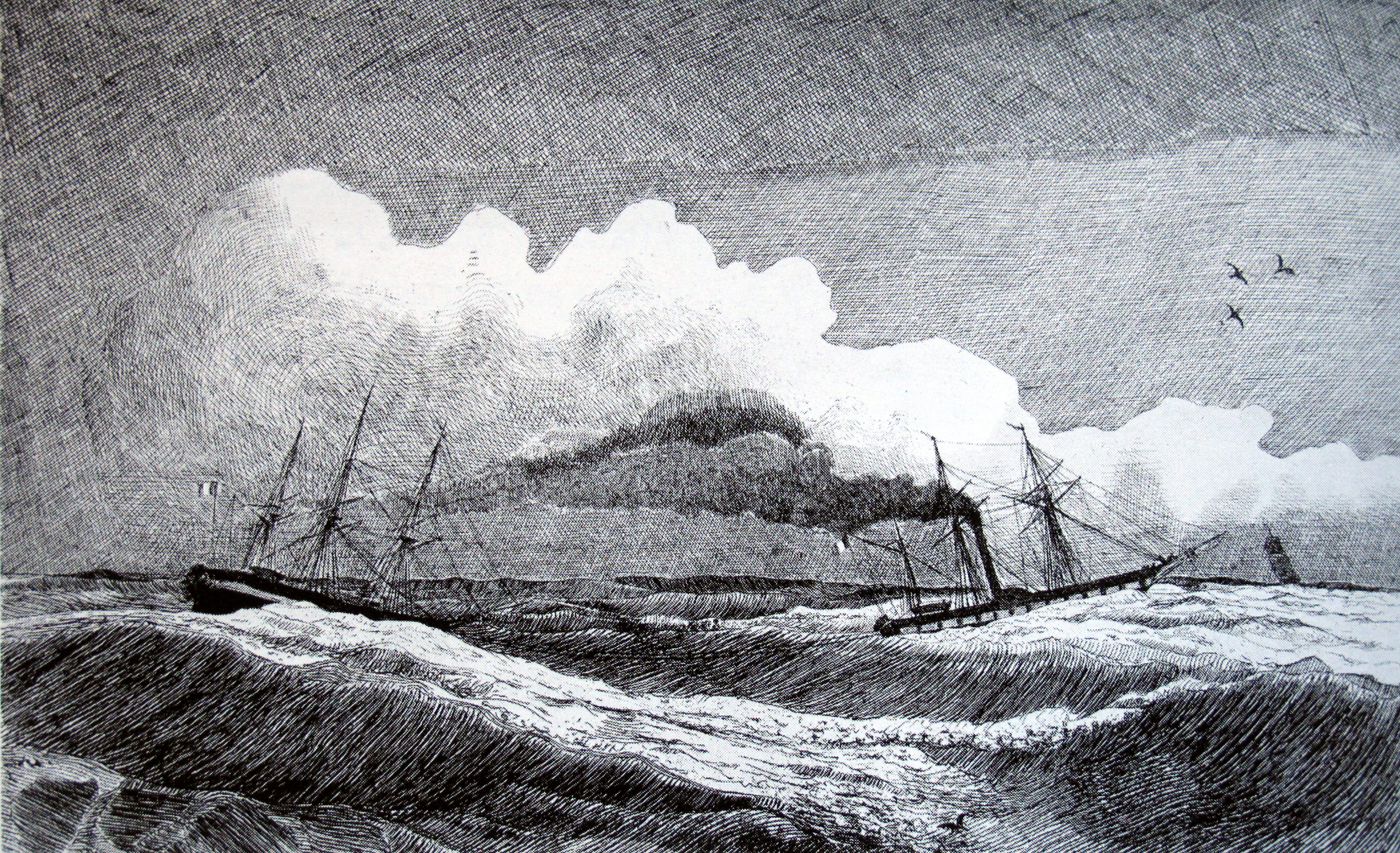
سفينة سفنكس الفرنسية.

عمر مسلة الأقصر أكثر من 3000 سنة وكانت في الأصل تقع خارج معبد الأقصر. وصلت إلى باريس في 21 ديسمبر 1833، بعد أن تم شحنها من الأقصر عبر الإسكندرية وشيربورج، وبعد ثلاث سنوات، في 25 أكتوبر 1836، تم نقلها إلى منتصف ميدان الكونكورد من قبل الملك لويس فيليب. أعطيت إلى فرنسا من قبل محمد علي باشا، حاكم مصر.
في أغسطس 1832، أبحرت سفينة سفينكس الفرنسية إلى الإسكندرية إلى الالتقاء هناك مع سفينة لوكسور، التي كانت تحمل مسلة الأقصر وتحضره إلى باريس. ثم سحبت سفنكس سفينة لوكسور إلى فرنسا. غادرت السفن في 1 أبريل 1833 ووصلت إلى تولون في 10 مايو. وصلت السفن في شيربورغ في 12 أغسطس 1833.

## الميزات

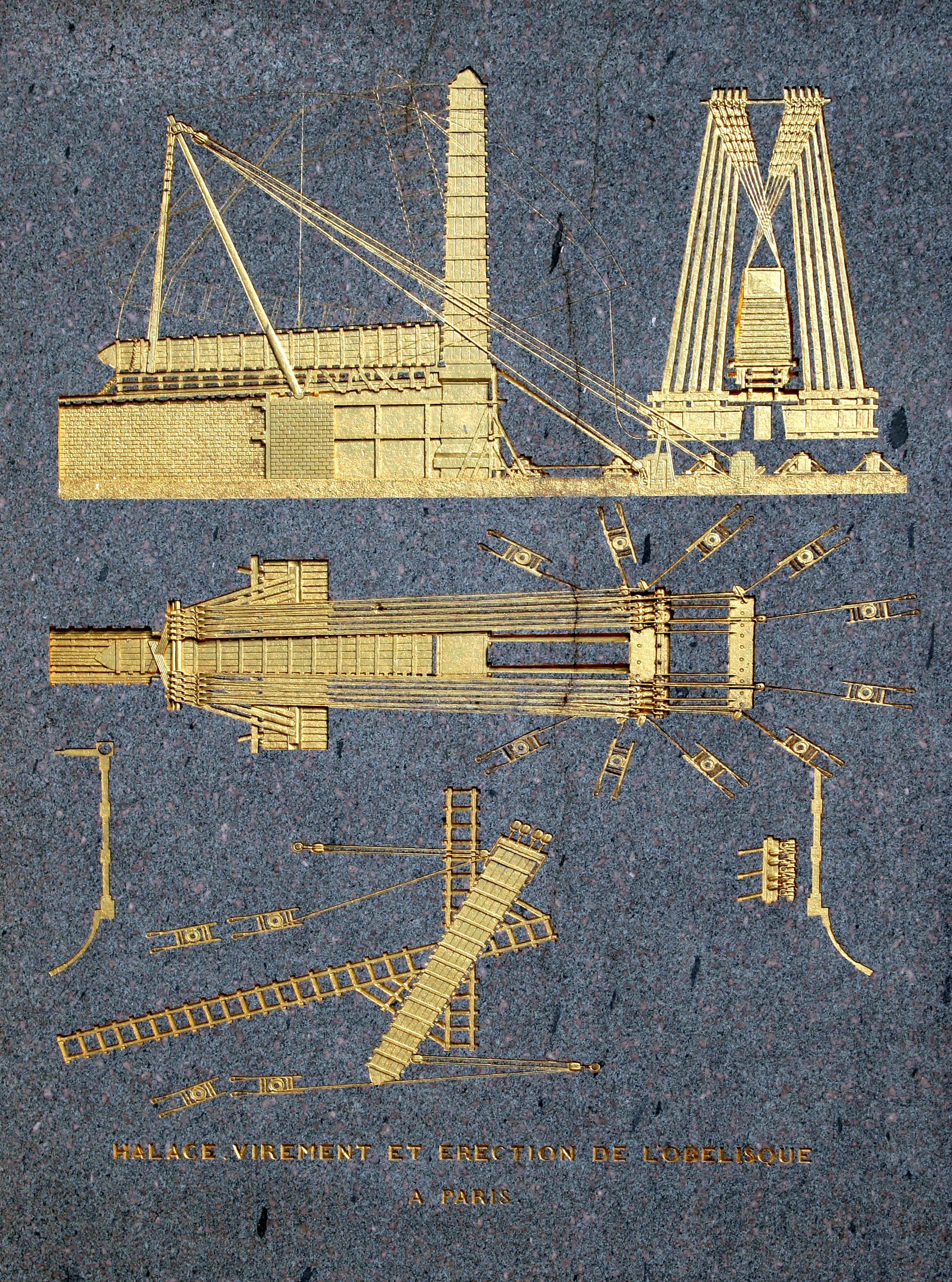
تفاصيل قاعدة المسلة.

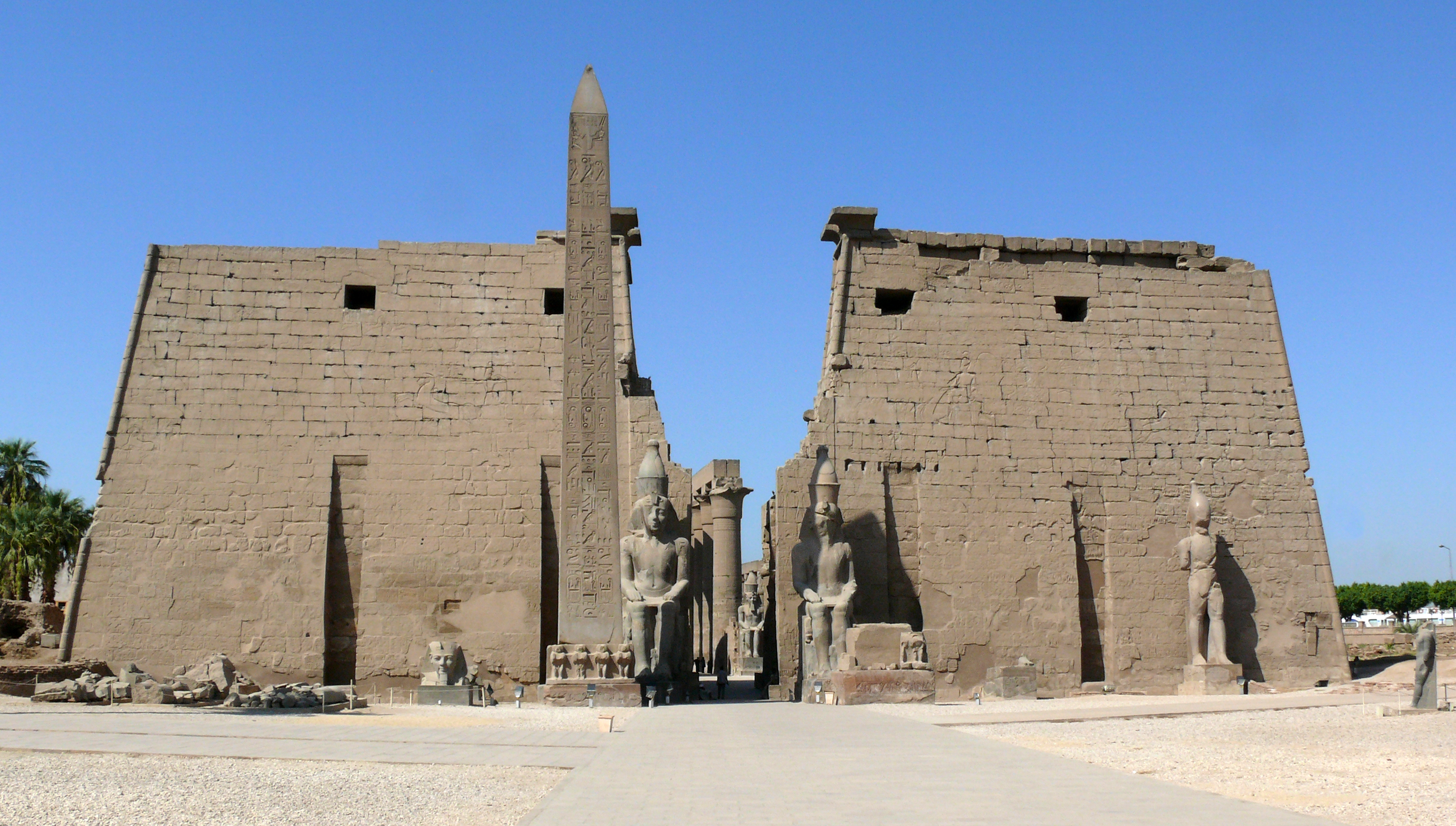
المسلة المتبقية في معبد الأقصر.

عمود الجرانيت الأصفر، يرتفع 23 مترا (75 قدم)، بما في ذلك قاعدتها، وتزن أكثر من 250 طن متري (280 طن صغير). وهي مزينة بالهيروغليفية آثار عهد الملك رمسيس الثاني.
نظرا للقيود التقنية في اليوم، نقله لم يكن السهل: أمرت الحكومة الفرنسية استعمال مبنى بحري أخف وزنا من قبل ساحة البحرية. هذا القارب المسطح بطول 49 مترا، أبحرت ثلاث سفن سارية تحمل اسم لوكسور فوق نهر النيل إلى الأقصر حيث قام 300 عامل بحفر قناة للسماح للسفينة بالاقتراب من المسلة. ثم رفع الفرنسيون المسلة برفق، ثم وضعوها في ميدان الكونكورد خلال حفل أقيم بعناية من قبل الملك لويس فيليب لا يعني أي انجاز هندسي. وتجدر الإشارة إلى أنه في وقت من التقنيات الهندسية المتطورة، فإن عملية النقل الفرنسية الناجحة تسبق النقل الناجح لبريطانيا ل«مسلات كليوباترا» لأكثر من ثلاثين عاما. كانت قاعدة التمثال في الوقت الحاضر تهدف أصلا إلى تمثال الفروسية للملك لويس السادس عشر، ودمرت خلال ثورة 1830. على قاعدة التمثال يتم رسم الرسوم البيانية لشرح الآلات المعقدة التي تم استخدامها للنقل. وتحيط المسلة على كلا الجانبين بنوافير شيدت في وقت الانتصاب. كانت المسلة المصرية الأصلية شملت ستة عشر تمثال، يتم عرضهم في القسم المصري من متحف اللوفر.
فقدت الحكومة الفرنسية هرمتها الأصلية (التي كانت مسروقة في القرن السادس قبل الميلاد)،  أضافت غطاء هرمي من الذهب إلى قمة المسلة في عام 1998.

## أحداث حديثة
- في صباح يوم 1 ديسمبر 1993، غطت قوانين العمل الخيري لمكافحة الإيدز في باريس المسلة بالواقي الذكري الوردي العملاق للاحتفال بيوم الإيدز العالمي.[3][4]
- قام المتسلق الفرنسي آلان روبرت في عامي 1998 و 2000، بتسلق المسلة دون استخدام أي حبال أو معدات تسلق أو أجهزة السلامة.